# Caroline Link
Caroline Link, född 2 juni 1964 i Bad Nauheim i dåvarande Västtyskland, är en tysk regissör. Hennes film "Ingenstans i Afrika" vann en Oscar för bästa utländska film 2002.

## Biografi
Mellan 1986 och 1990 studerade Caroline Link i München vid Hochschule für Fernsehen und Film, HFF.
Links första arbete var en kortfilm, Bunte Blumen (1988) och spelades in i Sverige. Hon var en medregissör till dokumentärfilmen Das Gluck zum Anfassen (1989). Hon skrev två manus till detektivserien, Der Fahnder (Den efterlysta). Hennes examensarbete var en film som utspelade sig i Värmland, Sverige. .
Links första film, Bortom tystnaden (1996) var nominerad till en Oscar för bästa utländska film  Hennes andra film var Annaluise och Anton (1999), baserad på en novell av Erick Käster. Hennes tredje film var Ingenstans i Afrika (2001), baserad på en sann historia av författaren Stefanie Zweig och som spelades in i Kenya som vann en Oscar för bästa utländska film vid Oscarsgalan 2003 och Tyska filmpriset för bästa film.